# ألبرت يلدا
ألبرت إدوارد إسماعيل يلدا ((بالسريانية: ܐܠܒܪܬ ܐܕܘܪܕ ܐܝܣܡܥܝܠ ܝܠܕܐ)‏) (ولد عام 1959 في الرمادي، العراق ) شغل منصب سفير العراق إلى الفاتيكان.
ألبرت يلدا آشوري الأصل ويتبع كنيسة المشرق القديمة. ساهم ألبرت يلدا قبل احتلال العراق ضمن المعارضة العراقية وكان ضمن مجم، عات المهاجرين العراقيين المفيمين في لندن، إنجلترا منذ 1987 حتى 2003، حيث عاد إلى العراق.
أسس خلال تواجده في لندن منظمة معارضة لنظام البعث مع صديقه إياد علاوي سمي بتحالف التحرير العراقي.
اختير ضمن لجنة المتابعة والتنسيق التي أقرها مؤتمر المعارضة العراقية في ديسمبر 2002 في لندن، إنجلترا.
في عام 2004، عين السفير الرابع عشر العراقي إلى الفاتيكان. في نوفمبر 2004، التقى مع بابا الفاتيكان يوحنا بولص الثاني وناقش مشكلة الأقلية المسيحية في العراق.
كما التقى بالبابا بندكت السادس عشر مرتين، الأولى في 12 مايو 2005 في القاتيكان، والثانية في 25 سبتمبر 2006, مع مجم، عة من دبلوماسيي جامعة الدول العربية ودول أسلامية أخرى بعد تعليقات البابا المثيرة للجدل، مما أدى إلى مزيد من الاضطهاد للأقلية المسيحية في العراق.
في عام 2007، حصل على لقب فارس الصليب الكبير بوسام بيوس التاسع.